# Simsalö
Simsalö är en ö i Finland. Ön ligger i Sibbo skärgård (Finska viken) i landskapet Nyland, 21 km öster om huvudstaden Helsingfors.
Öns area är 1,03 kvadratkilometer och dess största längd är 2 kilometer i sydöst-nordvästlig riktning. Ön höjer sig omkring 30 meter över havsytan.

## Sammanvuxna öar
- Simsalö 60°13′42″N 25°17′26″Ö / 60.22837°N 25.29054°Ö
- Granholmen 60°14′02″N 25°17′53″Ö / 60.23388°N 25.29797°Ö

## Klimat
Årsmedeltemperaturen i trakten är 4 °C. Den varmaste månaden är december, då medeltemperaturen är 2 °C, och den kallaste är februari, med −4 °C.